# Jürgen Croy
Jürgen Croy (Zwickau, 19 de outubro de 1946) é um ex-futebolista profissional alemão.

## Carreira
Jogou apenas no Zwickau (então chamado Sachsenring Zwickau), onde passou os dezoito anos de sua carreira, entre 1967 e 1985. Foi o goleiro titular da Alemanha Oriental na única Copa do Mundo em que o país se classificou, a de 1974.

## Títulos
Zwickau
- Copa da Alemanha Oriental: 1967, 1975

Alemanha Oriental
- Bronze Olímpico: 1972
- Ouro Olímpico: 1976

### Individual
- Futebolista Alemão-Oriental do Ano: 1972, 1976, 1978